# Episteme palavanica
Episteme palavanica är en fjärilsart som beskrevs av Jordan 1912. Episteme palavanica ingår i släktet Episteme och familjen nattflyn. Inga underarter finns listade i Catalogue of Life.